# Elmé de Villiers
Pour les articles homonymes, voir de Villiers.
Elmé de Villiers (née le 11 mars 1993 à Kroonstad) est une joueuse sud-africaine de badminton.

## Carrière
Elmé de Villiers est médaillée d'or en équipe mixte et médaillée de bronze en double dames avec Sandra le Grange aux Championnats d'Afrique 2013. Aux Championnats d'Afrique 2014, elle est médaillée d'or en équipe mixte et médaillée de bronze en double dames avec Jennifer Fry.
En 2015, elle remporte aux Jeux africains la médaille d'argent en équipe mixte.
Elle est médaillée de bronze au Championnat d'Afrique de badminton par équipes mixtes 2025 à Douala.